# سیارک ۱۸۹۰۷
سیارک ۱۸۹۰۷ (به انگلیسی: 18907 Kevinclaytor، نامگذاری:2000OW20) هجده هزار و نهصد و هفتمین سیارک کشف شده‌است که در ۳۱ ژوئیه ۲۰۰۰ کشف شد.
قدر مطلق سیارک برابر ۱۶.۲ است.